# Gulie
Gulia (lat. Brassica oleracea var. gongyloides) este o legumă cu o aroma dulce și delicată, între ridiche și varză, cu un conținut bogat în vitamina C și potasiu. Deși pare a fi o rădăcinoasă care crește în pământ, gulia de fapt se dezvoltă la suprafața solului. Este o leguma vitalizantă si foarte dietetică.

## Proprietăți
Conținut caloric: 100g gulie crudă  = 25 cal.
Sursă excelentă de vitamina C (o cană de gulie aduce un aport de 140% din doza zilnică recomandată de vitamina C) și potasiu 
Vitaminele A, E, B, calciu, magneziu, zinc, fier. Este bogată în fibre.
Prin conținutul său caloric scăzut este indicată în dietele de menținere a siluetei sau de slăbire. 
Ajută la stabilizarea nivelului glucozei în sânge – utilă în controlul diabetului.
Elimină apa din organism – indicată în edeme.
Ajută la vindecarea infecțiilor virale, în bronșite, tuse, angine.
Conține glicosinolați – substanțe care inhibă captarea iodului de tiroidă consumul guliei fiind nerecomandat la persoanele cu probleme tiroidiene.
Guliile se pot păstra nespălate în frigider într-o pungă de plastic timp de o săptămână sau chiar mai mult.
Dacă frunzele sunt proaspete ele pot fi folosite în salată.
Gulia poate fi consumată crudă, fiartă sau coaptă; gulia fiartă este foarte digerabilă. 
Gulia aduce o aromă specială unor ciorbe, iar gulia murată este o delicatesă.
Sucul de gulie este foarte vitalizant dar trebuie amestecat în proporție de ¼ cu alt tip de suc, de exemplu de morcovi sau mere.